# Vaux (Haute-Garonne)
Vaux település Franciaországban, Haute-Garonne megyében. Lakosainak száma 308 fő (2022. január 1.). Vaux Bélesta-en-Lauragais, Falga, Juzes, Maurens és Saint-Félix-Lauragais községekkel határos.

## Népesség
A település népessége az elmúlt években az alábbi módon változott:
| Lakosok száma | 208  | 210  | 185  | 252  | 269  | 279  | 295  | 305  | 308  | 308  |
|               | 1968 | 1982 | 1990 | 2006 | 2013 | 2015 | 2017 | 2019 | 2020 | 2022 |